# Ca’ Da Mosto

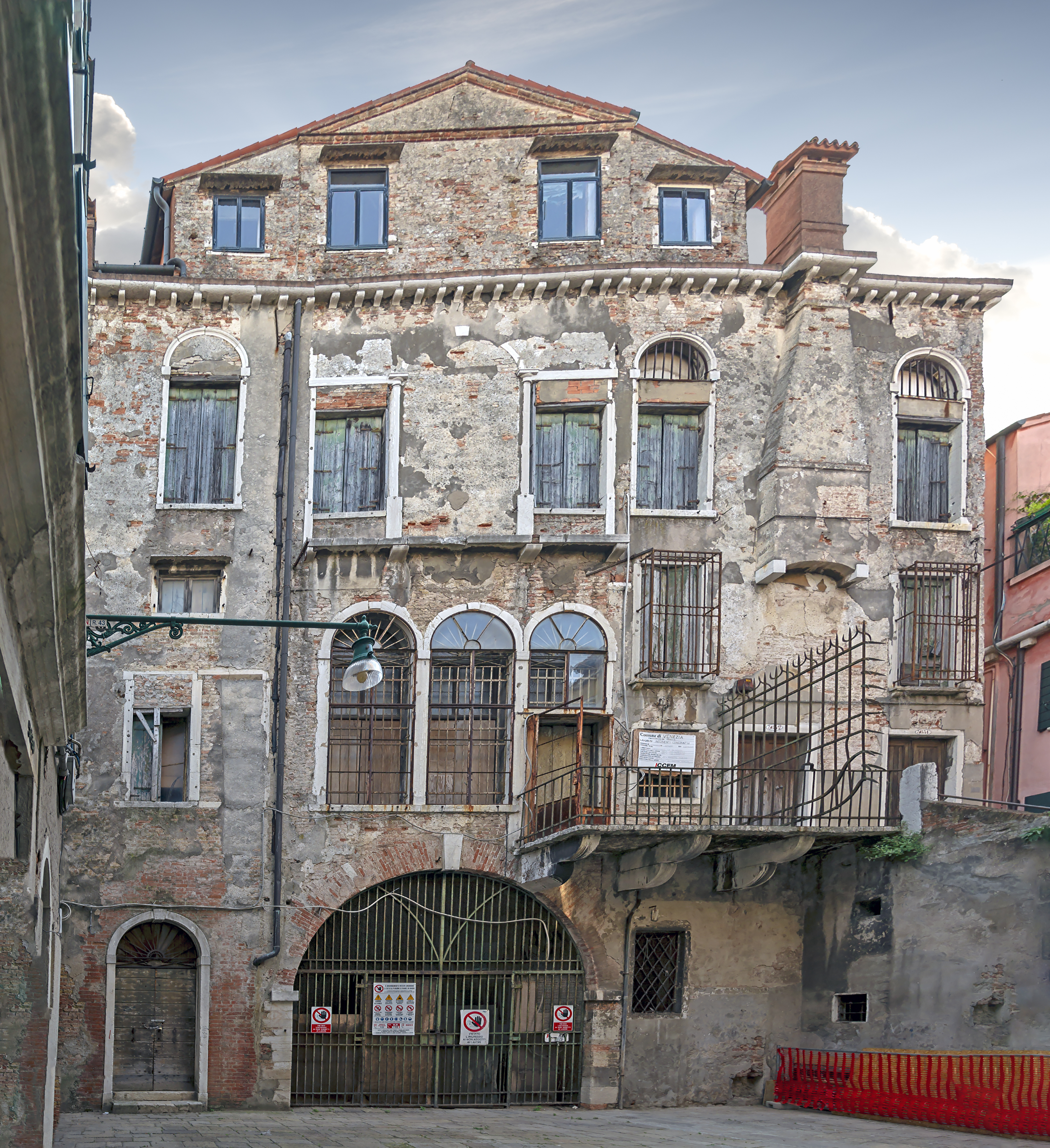
Ca' Da Mosto - fasada na Campiello del Leon Bianco

Ca’ da Mosto – pałac w Wenecji, nad Kanałem Grande. Jest przykładem architektury wenecko-bizantyjskiej. Oryginalną fasadę zdobią płyty dekoracyjne, ostrołuki oraz fryz w kształcie winorośli.
W tym XIII-wiecznym gmachu urodził się podróżnik Alvise de Mosto.